# Ateralphus lacteus
Ateralphus lacteus là một loài bọ cánh cứng trong họ Cerambycidae.